# Antony Selvanayagam
Antony Selvanayagam (* 24. Oktober 1935 in Bentong, Pahang, Malaysia) ist ein malaysischer Geistlicher und emeritierter römisch-katholischer Bischof von Penang.

## Leben
Antony Selvanayagam empfing am 20. Dezember 1969 die Priesterweihe für das Erzbistum Kuala Lumpur.
Papst Johannes Paul II. ernannte ihn am 6. März 1980 zum Titularbischof von Giru Mons und zum Weihbischof in Kuala Lumpur. Die Bischofsweihe spendete ihm der Erzbischof von Kuala Lumpur, Dominic Vendargon, am 1. September desselben Jahres; Mitkonsekratoren waren Anthony Soter Fernandez, Bischof von Penang, und James Chan Soon Cheong, Bischof von Malacca-Johor.
Am 2. Juli 1983 wurde er zum Bischof von Penang ernannt. Papst Benedikt XVI. nahm am 7. Juli 2012 seinen altersbedingten Rücktritt an.